# Farmer (Familienname)
Farmer ist ein englischer Familienname.

## Namensträger
- Addison Farmer (1928–1963), US-amerikanischer Jazz-Bassist
- Art Farmer (1928–1999), US-amerikanischer Jazz-Trompeter
- Bill Farmer (* 1959), neuseeländischer Autorennfahrer
- Broadus Farmer (1890–1959), kanadischer Geiger und Musikpädagoge
- Carla Farmer, US-amerikanische Maskenbildnerin und Friseurin
- Darci Lynne Farmer (* 2004), US-amerikanische Bauchrednerin und Sängerin, Gewinnerin von America’s Got Talent 2017
- David Farmer (* 1966), US-amerikanischer Radrennfahrer
- Derek Farmer (* 1974), namibischer Rugby-Union-Spieler
- Evan Farmer (* 1972), US-amerikanischer Schauspieler
- Fannie Merritt Farmer (1857–1915), US-amerikanische Gastronomin und Erzieherin
- Frances Farmer (1913–1970), US-amerikanische Schauspielerin
- Gary Farmer (* 1953), kanadischer Schauspieler
- Geoffrey Farmer (* 1967), kanadischer Künstler
- Georgie Farmer (* 2001), britischer Schauspieler
- Henry George Farmer (1882–1965), britischer Musikhistoriker, Komponist, Dirigent und Musiker
- J. Doyne Farmer (James Doyne Farmer Jr., * 1952), US-amerikanischer Physiker
- James Farmer (Politiker) (1823–1895), neuseeländischer Politiker
- James Farmer (Bürgerrechtler) (1920–1999), US-amerikanischer Bürgerrechtler

- John Farmer (Komponist, um 1570) (um 1570–nach 1601), englischer Komponist
- John Farmer (Komponist, 1835) (1835–1901), englischer Musiker, Komponist und Musiklehrer
- John Farmer (Fußballspieler) (* 1947), englischer Fußballspieler
- John Bretland Farmer (1865–1944), britischer Botaniker
- John J. Farmer (* 1957), US-amerikanischer Politiker
- Kathryn M. Farmer (* 1970), US-amerikanische Managerin im Schienenverkehr
- Kenneth Farmer (1912–2005), kanadischer Eishockeyspieler
- Larry Farmer (* 1951), US-amerikanischer Basketballspieler und -trainer
- Maria Farmer (* 1969 oder 1970), US-amerikanische Künstlerin
- Maitland Farmer (1904–1995), englisch-kanadischer Organist, Cembalist, Kirchenmusiker und Musikpädagoge
- Michael Farmer, Baron Farmer (* 1944), britischer Unternehmer
- Mimsy Farmer (* 1945), US-amerikanische Schauspielerin
- Moses G. Farmer (1820–1893), US-amerikanischer Elektroingenieur und Erfinder
- Mylène Farmer (* 1961), französische Pop-Sängerin
- Nancy Farmer (* 1941), US-amerikanische Schriftstellerin
- Penelope Farmer (* 1939), britische Schriftstellerin
- Peter Farmer (Fußballtrainer, 1872) (1872–1934), englischer Fußballtrainer
- Peter Farmer (Fußballtrainer, 1886) (1886–1964), schottischer Fußballtrainer
- Peter Farmer (Bühnenbildner) (* 1941), britischer Bühnenbildner
- Peter Farmer (Leichtathlet) (* 1952), australischer Hammerwerfer
- Philip José Farmer (1918–2009), US-amerikanischer Science-Fiction- und Fantasy-Autor
- Richard J. Farmer (1963–2006), US-amerikanischer Kameramann
- Robert Farmer (* 1991), britischer Eishockeyspieler
- Sandra Farmer-Patrick (* 1962), US-amerikanische Leichtathletin
- Sharon Farmer (Fotografin) (* 1951), US-amerikanische Fotografin und Fotojournalistin
- Susan Farmer (1942–2013), US-amerikanische Politikerin
- Tevin Farmer (* 1990), US-amerikanischer Boxer
- Thomas L. Farmer (1923–2015), deutschamerikanischer Rechtsanwalt; Gründungspräsident der American Academy in Berlin
- Virginia Farmer (Schauspielerin) (1898–1988), US-amerikanische Schauspielerin
- Virginia Farmer (Schwimmerin) (* 1975), Schwimmerin aus Amerikanisch-Samoa
- Walter Farmer (1911–1997), US-amerikanischer Architekt, Designer und Offizier der United States Army

- William R. Farmer (1921–2000), US-amerikanischer Neutestamentler
- William Wood Farmer (1813–1854), US-amerikanischer Politiker, siehe W. W. Farmer